# 마담 마스크
마담 마스크(영어: Madame Masque)는 마블 코믹스의 슈퍼빌런 캐릭터이다. 휘트니 프로스트(Whitney Frost)로 자랐지만, 나중에 악당 네파리아 백작이 자신의 친아버지임을 알게 된 후(본명은 줄리에타 네파리아) 그를 따라 악당이 되었다. 아이언맨의 연인으로 위장한 모습으로 처음 등장했다. 얼굴을 황금색 마스크로 감싼 것은 아이언맨과 싸우던 중 얼굴에 큰 화상을 입었기 때문이다. 1968년 2월 《테일즈 오브 서스펜스》 98호에 처음 등장했고, 스탠 리와 진 콜런이 공동 창작하였다.

## 담당 배우

### 영화
- 에이전트 카터(2016) - 윈 에버렛(애그니스 컬리)

## 담당 성우

### TV 애니메이션
- 아이언맨(1994) - 리사 제인
- 아이언맨: 아머드 어드벤처(2009) - 크리스티 마즈든

### 비디오 게임
- 아이언맨(2008) - 코트니 테일러